# Abu Umar al-Almani
Abu Umar al-Almani (arabisch أبو عمر الألماني, DMG Abū ʿUmar al-Almānī; * 1986 in Stuttgart; † 25. März 2017 bei ath-Thaura, ar-Raqqa, Syrien) war der selbstgewählte Kampfname des deutschen Terroristen und islamischen Fundamentalisten Yamin Abou-Zand der Terrororganisation Islamischer Staat (IS). Er verübte Kriegsverbrechen in Syrien und wurde von den deutschen Behörden gesucht.

## Leben
Yamin Abou-Zand war 2000 mit seinen Eltern nach Königswinter bei Bonn gezogen. Nach seiner Heirat lebte er hier mit seiner Frau zurückgezogen. Er begann eine Ausbildung bei der Deutschen Telekom. Ende 2013, Anfang 2014 veränderte er sich laut seinem Arbeitgeber und bekundete plötzlich offen Sympathien für den IS. Der Konzern habe die Sicherheitsbehörden informiert, sagte ein Sprecher. Ein Jahr später erschien Abou-Zand nicht mehr zu seiner Arbeit und initiierte die Kündigung. Ohne seine Familie von seinen Plänen zu informieren, reiste er 2014 über die Türkei nach Syrien und schloss sich den Einheiten des IS an.
Abu Umar veröffentlichte mit dem 30-jährigen österreichischen IS-Terroristen Mohamed Mahmoud Aufnahmen, die als das erste ausschließlich deutschsprachige Propagandavideo des Islamischen Staates gelten. In dem Video machte Mahmoud Druck auf unentschlossene Dschihad-Fans in Deutschland und Österreich, doch endlich zum Islamischen Staat (IS) nach Syrien zu reisen. Auch Abu Umar kam in dem Video zu Wort. Er sprach monoton, wirkte laut dem Nachrichtenmagazin Der Spiegel „fast ein wenig abwesend“. In dem Video ermordete Abu Umar einen hilflosen Gefangenen in Palmyra.
Abu Umar al-Almani wurde am 25. März 2017 bei Zusammenstößen mit Einheiten der Demokratischen Kräfte Syriens in der Nähe der Tabqa-Talsperre getötet.